# Charadrius marginatus
Charadrius marginatus là một loài chim trong họ Charadriidae.